# Lê
Lê (Chữ Hán: 黎, vereinfacht Le) ist ein weit verbreiteter vietnamesischer Familienname. Etwa 9,5 % aller Vietnamesen tragen ihn, damit ist er nach Nguyễn und Trần der dritthäufigste Name in Vietnam. Für den vietnamesischen Familienname 黎 existiert neben der Umschrift als Lê auch die Schreibung als Lý. (siehe Lý-Dynastie)

## Herkunft und Bedeutung
Die ursprüngliche chinesische Schreibung 黎 wird im heutigen China in Pinyin als Lí transkribiert. Im Buch der Hundert Familiennamen der Song-Dynastie ist der Name an 262. Stelle aufgeführt. Allerdings ist der Name unter Chinesen verhältnismäßig wenig verbreitet, lediglich in Zentral- und Südchina (besonders Hongkong) gibt es eine größere Zahl Namensträger.  Hier wird der Name aus dem Kantonesischen meist als Lai übertragen (beispielsweise Li Minwei / Lai Man-wai).
Der Name ist nicht zu verwechseln mit dem in China viel geläufigeren 李, der in Pinyin als Lǐ transkribiert wird, im modernen Vietnamesisch (Quốc Ngữ) aber Lý geschrieben wird. Ebenfalls existiert der seltene chinesische Name 樂 / 乐, der in Pinyin auch als Lè wiedergegeben werden kann, im Vietnamesischen aber Lạc heißt.
Die Angehörigen der am längsten regierenden vietnamesischen Herrscherdynastie, der Lê-Dynastie (黎朝 Lý triều, einschließlich deren restaurierter Linie), trugen diesen Familiennamen. Die vietnamesische Schreibung der kaiserlichen Familienname 黎 hier ist Lý statt Lê.

## Herrscher
- Monarchen der Früheren Lê-Dynastie (980–1009): 
  - Lê Hoàn (Lê Đại Hành)
  - Lê Long Việt (Lê Trung Tông)
  - Lê Long Đĩnh (Lê Ngọa Triều)
- Monarchen der (späteren) Lê-Dynastie (1428–1527 und 1533–1789):
  - siehe Liste der Kaiser der Lê-Dynastie

## Namensträger
- Lê Công Vinh (* 1985), vietnamesischer Fußballspieler
- Lê Duẩn (1907–1986), vietnamesischer Politiker
- Lê Đức Anh (1920–2019), vietnamesischer General und Politiker
- Lê Đức Phát (* 1998), vietnamesischer Badmintonspieler
- Lê Đức Thọ (1911–1990), vietnamesischer Politiker
- Lê Hà Anh (* 1991), vietnamesischer Badmintonspieler
- Lê Hiền Đức (* 1932), vietnamesische Bürgerrechtlerin
- Lê Hồng Nhung (* 1970), vietnamesische Sängerin, siehe Hồng Nhung
- Lê Hồng Phong (1902–1942), vietnamesischer kommunistischer Parteikader
- Lê Khả Phiêu (1931–2020), vietnamesischer Politiker
- Lê Lương Minh (* 1952), vietnamesischer Politiker und Diplomat
- Lê Minh Hương (1936–2004), vietnamesischer Politiker und Generaloberst
- Lê Minh Sơn (* 1975), vietnamesischer Gitarrist und Komponist
- Lê Ngọc Bảo (* 1998), vietnamesischer Fußballspieler
- Lê Ngọc Nguyên Nhung (* 1984), vietnamesische Badmintonspielerin
- Lê Phạm Thành Long (* 1996), vietnamesischer Fußballspieler
- Lê Quang Huy (* 1997), ungarischer Sänger, besser bekannt als Benji (Sänger)
- Lê Quang Liêm (* 1991), vietnamesischer Schachspieler
- Lê Quý Đôn (Gelehrter) (1726–1784), vietnamesischer Philosoph, Dichter und Enzyklopädist
- Lê Sáng (1920–2010), vietnamesischer Kampfkünstler
- Lê Tấn Tài (* 1984), vietnamesischer Fußballspieler
- Lê Thành Khôi (1923–2025), vietnamesisch-französischer Bildungswissenschaftler
- Lê Thanh Nghị (1911–1989), vietnamesischer Politiker
- Lê Thánh Tông (1442–1497), vietnamesischer Kaiser, fünfter Kaiser der Lễ-Dynastie
- Lê Thị Diễm My (* 1996), vietnamesische Fußballtorspielerin
- Lê Thị Ly (* 1993), vietnamesische Fußballschiedsrichterin
- Lê Thị Mộng Tuyền (* 1990), vietnamesische Leichtathletin
- Lê Thị Thanh Nhàn (* 1970), vietnamesische Mathematikerin und Hochschullehrerin
- Lê Thị Thu Thủy (* 1974), vietnamesische Unternehmerin
- Lê Thiết Hùng (1908–1986), vietnamesischer General und Diplomat
- Lê Thu Huyền (* 1994), vietnamesische Badmintonspielerin
- Lê Tú Chinh (* 1997), vietnamesische Leichtathletin
- Lê Văn Tỵ (1904–1964), südvietnamesischer General
- Emmanuel Lê Phong Thuân (1930–2010), vietnamesischer Bischof
- François-Xavier Lê Văn Hông (* 1940), vietnamesischer Bischof
- Phạm Lê Thảo Nguyên (* 1987), vietnamesische Schachspielerin
- Phaolô Lê Đắc Trọng (1918–2009), vietnamesischer Bischof
- Aaron Le (* 1982), deutsch-vietnamesischer Schauspieler, Synchronsprecher und Polizist
- Chi Le (* 1987), deutsche Schauspielerin
- Cung Le (* 1972), vietnamesischer Schauspieler und Kampfsportler
- Dinh Q. Lê (1968–2024), vietnamesisch-amerikanischer Fotograf und Installationskünstler
- Hiep Thi Le (1970–2017), vietnamesisch-amerikanische Schauspielerin
- Linda Lê (1963–2022), französische Schriftstellerin
- Nam Le (Schriftsteller) (* 1978), vietnamesisch-australischer Schriftsteller
- Nam Le (Pokerspieler) (Nam Thien Le; * 1980), US-amerikanischer Pokerspieler
- Nguyên Lê (* 1959), französischer Jazzmusiker
- Nhi Le (* 1995), deutsche Journalistin, Speakerin, Moderatorin und Autorin
- Tommy Le (* 1981 oder 1982), US-amerikanischer Pokerspieler
- Tuan Le (* 1978), vietnamesisch-französischer Pokerspieler
- Vincent Lê Quang (* 1975), französischer Jazzmusiker (Saxophone, Komposition)